# لیخون لئون
لیخون لئون (اسپانیایی: Lijon León‎؛ زادهٔ ۱۹ آوریل ۱۹۴۳) بازیکن فوتبال اهل گواتمالا بود.
از باشگاه‌هایی که در آن بازی کرده است می‌توان به باشگاه فوتبال آئورورا اشاره کرد.
وی همچنین در تیم ملی فوتبال گواتمالا بازی کرده است.